# Llista de topònims de Gallifa
Llista de topònims (noms propis de lloc) del municipi de Gallifa, al Vallès Occidental
Informació actualitzada per un bot. Els canvis manuals es perdran quan s'actualitzi!

## abric rocós
| imatge | Nom            | Ubicat a | instància de | Detalls | coordenades                                                         | Protecció | Commons (més fotos) | Dades a WD                    |
| ------ | -------------- | -------- | ------------ | ------- | ------------------------------------------------------------------- | --------- | ------------------- | ----------------------------- |
|        | Balma d'en Ton | Gallifa  | abric rocós  |         | 41° 41′ 33″ N, 2° 07′ 47″ E / 41.692468441333°N,2.12985020654326°E  |           |                     | Modifica les dades a Wikidata |
|        | Balma del Tiu  | Gallifa  | abric rocós  |         | 41° 41′ 27″ N, 2° 06′ 14″ E / 41.6908904110536°N,2.10383155237765°E |           |                     | Modifica les dades a Wikidata |

## curs d'aigua
| imatge | Nom                | Ubicat a | instància de | Detalls                                  | coordenades                                                                                               | Protecció | Commons (més fotos) | Dades a WD                    |
| ------ | ------------------ | -------- | ------------ | ---------------------------------------- | --- | --------- | ------------------- | ----------------------------- |
|        | riera de Gallifa   | Gallifa  | curs d'aigua | Desemboca: riera de Caldes Llarg: 8.1km  | 41° 42′ 54″ N, 2° 06′ 04″ E / 41.714993°N,2.1011°E 41° 41′ 14″ N, 2° 07′ 59″ E / 41.687128°N,2.133132°E   |           |                     | Modifica les dades a Wikidata |
|        | torrent dels Plans | Gallifa  | curs d'aigua | Desemboca: riera de Gallifa Llarg: 2.3km | 41° 42′ 41″ N, 2° 06′ 26″ E / 41.711342°N,2.107358°E 41° 41′ 51″ N, 2° 05′ 43″ E / 41.697505°N,2.095294°E |           |                     | Modifica les dades a Wikidata |

## església
| imatge | Nom                               | Ubicat a | instància de     | Detalls                                     | coordenades | Protecció                                  | Commons (més fotos)                           | Dades a WD                    |
| ------ | --------------------------------- | -------- | ---------------- | ------------------------------------------- | --- | ------------------------------------------ | --------------------------------------------- | ----------------------------- |
|        | Mare de Déu del Grau              | Gallifa  | església capella | Estil: arquitectura romànica Estat: ruïnós  | 41° 40′ 42″ N, 2° 07′ 44″ E / 41.678334°N,2.128854°E ca:Camí que surt de la crtra. de Gallifa a Sant Feliu de Codines, km 15 418 msnm          | bé cultural d'interès local                |                                               | Modifica les dades a Wikidata |
|        | Sant Pere i Sant Feliu de Gallifa | Gallifa  | església         | Estil: arquitectura romànica 11st century   | 41° 41′ 42″ N, 2° 06′ 46″ E / 41.695°N,2.11278°E ca:Camí del Racó 511 msnm                                                                     | bé integrant del patrimoni cultural català | Sant Pere i Sant Feliu de Gallifa             | Modifica les dades a Wikidata |
|        | Sant Sadurní de Gallifa           | Gallifa  | església         | Estil: art preromànic arquitectura romànica | 41° 42′ 10″ N, 2° 07′ 23″ E / 41.7028°N,2.12297°E 942.3 msnm                                                                                   | bé integrant del patrimoni cultural català | Sant Sadurní de Gallifa                       | Modifica les dades a Wikidata |
|        | Santa Maria del Castell           | Gallifa  | església         | Estil: arquitectura romànica                | 41° 41′ 17″ N, 2° 06′ 41″ E / 41.687941535575°N,2.11149063983004°E ca:Trencall a la crtra. de Sant Llorenç Savall a Gallifa, km 5,800 633 msnm |                                            | Iglesia de Santa María del Castillo (Gallifa) | Modifica les dades a Wikidata |

## masia
| imatge | Nom                    | Ubicat a | instància de | Detalls                     | coordenades                                                         | Protecció                                  | Commons (més fotos) | Dades a WD                    |
| ------ | ---------------------- | -------- | ------------ | --------------------------- | ------------------------------------------------------------------- | ------------------------------------------ | ------------------- | ----------------------------- |
|        | Ca la Pepeta           | Gallifa  | masia        |                             | 41° 41′ 06″ N, 2° 06′ 17″ E / 41.6850689248832°N,2.10460924229641°E |                                            |                     | Modifica les dades a Wikidata |
|        | Ca n'Àngel             | Gallifa  | masia        |                             | 41° 40′ 48″ N, 2° 06′ 06″ E / 41.6800827705731°N,2.10162666992256°E |                                            |                     | Modifica les dades a Wikidata |
|        | Can Bosch              | Gallifa  | masia        | Estil: arquitectura popular | 41° 41′ 31″ N, 2° 06′ 27″ E / 41.692029°N,2.107567°E                | bé integrant del patrimoni cultural català |                     | Modifica les dades a Wikidata |
|        | Can Brossa             | Gallifa  | masia        |                             | 41° 41′ 03″ N, 2° 06′ 30″ E / 41.6840619046977°N,2.10831190229084°E |                                            |                     | Modifica les dades a Wikidata |
|        | Can Casuc              | Gallifa  | masia        |                             | 41° 41′ 42″ N, 2° 06′ 52″ E / 41.6948824037285°N,2.1145316357836°E  |                                            |                     | Modifica les dades a Wikidata |
|        | Can Ciuró              | Gallifa  | masia        |                             | 41° 40′ 48″ N, 2° 07′ 24″ E / 41.679997510108°N,2.12324202753115°E  |                                            |                     | Modifica les dades a Wikidata |
|        | Can Font               | Gallifa  | masia        |                             | 41° 41′ 00″ N, 2° 07′ 15″ E / 41.6834295046361°N,2.12092456553126°E |                                            |                     | Modifica les dades a Wikidata |
|        | Can Just               | Gallifa  | masia        |                             | 41° 40′ 49″ N, 2° 07′ 21″ E / 41.6802527274943°N,2.12245761414635°E |                                            |                     | Modifica les dades a Wikidata |
|        | Can Moliner            | Gallifa  | masia        |                             | 41° 41′ 33″ N, 2° 06′ 47″ E / 41.6926203235386°N,2.11319273525842°E |                                            |                     | Modifica les dades a Wikidata |
|        | Can Narcís             | Gallifa  | masia        |                             | 41° 41′ 32″ N, 2° 06′ 36″ E / 41.6921269273565°N,2.10995497514345°E |                                            |                     | Modifica les dades a Wikidata |
|        | Can Roqueta            | Gallifa  | masia        |                             | 41° 41′ 33″ N, 2° 06′ 45″ E / 41.692487°N,2.112616°E                |                                            |                     | Modifica les dades a Wikidata |
|        | Caramella              | Gallifa  | masia        |                             | 41° 42′ 07″ N, 2° 06′ 07″ E / 41.7019545187816°N,2.10197129128611°E |                                            |                     | Modifica les dades a Wikidata |
|        | Caseta dels Plans      | Gallifa  | masia        |                             | 41° 42′ 42″ N, 2° 06′ 47″ E / 41.7116°N,2.11302°E 903 msnm          |                                            |                     | Modifica les dades a Wikidata |
|        | Sobregrau              | Gallifa  | masia        |                             | 41° 41′ 52″ N, 2° 06′ 31″ E / 41.69782°N,2.10861°E 604.6 msnm       | bé integrant del patrimoni cultural català | Sobregrau (Gallifa) | Modifica les dades a Wikidata |
|        | Sotagrau               | Gallifa  | masia        |                             | 41° 41′ 44″ N, 2° 06′ 43″ E / 41.6956289124341°N,2.1120578173646°E  |                                            |                     | Modifica les dades a Wikidata |
|        | el Corralet            | Gallifa  | masia        |                             | 41° 41′ 16″ N, 2° 06′ 26″ E / 41.6877817414223°N,2.10714304831974°E |                                            |                     | Modifica les dades a Wikidata |
|        | el Genestós            | Gallifa  | masia        |                             | 41° 41′ 39″ N, 2° 07′ 35″ E / 41.694251053829°N,2.1264304076407°E   |                                            |                     | Modifica les dades a Wikidata |
|        | el Genestós de la Vila | Gallifa  | masia        |                             | 41° 40′ 16″ N, 2° 07′ 31″ E / 41.6709871964919°N,2.12517825282658°E |                                            |                     | Modifica les dades a Wikidata |
|        | el Puig                | Gallifa  | masia        |                             | 41° 40′ 54″ N, 2° 07′ 10″ E / 41.681587614251°N,2.1193928754023°E   |                                            |                     | Modifica les dades a Wikidata |
|        | el Racó                | Gallifa  | masia        | Estil: arquitectura popular | 41° 41′ 43″ N, 2° 06′ 47″ E / 41.695143°N,2.112986°E                | bé integrant del patrimoni cultural català |                     | Modifica les dades a Wikidata |
|        | els Plans              | Gallifa  | masia        |                             | 41° 42′ 33″ N, 2° 06′ 06″ E / 41.709175°N,2.10172417°E 837.5 msnm   |                                            |                     | Modifica les dades a Wikidata |
|        | la Roca                | Gallifa  | masia        |                             | 41° 42′ 14″ N, 2° 08′ 02″ E / 41.7039°N,2.13379°E 561.9 msnm        |                                            |                     | Modifica les dades a Wikidata |
|        | la Rovira              | Gallifa  | masia        |                             | 41° 41′ 59″ N, 2° 05′ 36″ E / 41.6998°N,2.09336°E 701 msnm          |                                            |                     | Modifica les dades a Wikidata |
|        | la Soleia              | Gallifa  | masia        |                             | 41° 41′ 30″ N, 2° 07′ 20″ E / 41.6917627106882°N,2.12232522050842°E |                                            |                     | Modifica les dades a Wikidata |
|        | la Vila                | Gallifa  | masia        |                             | 41° 40′ 28″ N, 2° 07′ 32″ E / 41.67442865647°N,2.1254971700264°E    |                                            |                     | Modifica les dades a Wikidata |
|        | les Pujadetes          | Gallifa  | masia        |                             | 41° 42′ 52″ N, 2° 06′ 57″ E / 41.7145283758262°N,2.11592092451375°E |                                            |                     | Modifica les dades a Wikidata |

## muntanya
| imatge | Nom                | Ubicat a | instància de | Detalls | coordenades                                                           | Protecció | Commons (més fotos) | Dades a WD                    |
| ------ | ------------------ | -------- | ------------ | ------- | --------------------------------------------------------------------- | --------- | ------------------- | ----------------------------- |
|        | Cabanyelles        | Gallifa  | muntanya     |         | 41° 41′ 37″ N, 2° 08′ 02″ E / 41.69351944°N,2.13402222°E 583.3 msnm   |           |                     | Modifica les dades a Wikidata |
|        | Morral del Puig    | Gallifa  | muntanya     |         | 41° 42′ 17″ N, 2° 06′ 23″ E / 41.70483333°N,2.10627778°E 855.7 msnm   |           |                     | Modifica les dades a Wikidata |
|        | Puigmaurans        | Gallifa  | muntanya     |         | 41° 42′ 08″ N, 2° 05′ 44″ E / 41.70233333°N,2.09547222°E 741.8 msnm   |           |                     | Modifica les dades a Wikidata |
|        | Turó de la Pinassa | Gallifa  | muntanya     |         | 41° 42′ 16″ N, 2° 06′ 59″ E / 41.704375°N,2.11644167°E 907.8 msnm     |           |                     | Modifica les dades a Wikidata |
|        | Turó del Ciuró     | Gallifa  | muntanya     |         | 41° 40′ 32″ N, 2° 07′ 08″ E / 41.67566667°N,2.11875°E 524.7 msnm      |           |                     | Modifica les dades a Wikidata |
|        | la Mola            | Gallifa  | muntanya     |         | 41° 42′ 10″ N, 2° 07′ 23″ E / 41.702765106°N,2.12295683181°E 942 msnm |           | La Mola (Gallifa)   | Modifica les dades a Wikidata |

## serra
| imatge | Nom                     | Ubicat a                    | instància de | Detalls | coordenades                                                  | Protecció | Commons (més fotos) | Dades a WD                    |
| ------ | ----------------------- | --------------------------- | ------------ | ------- | ------------------------------------------------------------ | --------- | ------------------- | ----------------------------- |
|        | serra de la Codina      | Gallifa Sant Llorenç Savall | serra        |         | 41° 40′ 41″ N, 2° 05′ 37″ E / 41.6781°N,2.09353°E 666.5 msnm |           |                     | Modifica les dades a Wikidata |
|        | serrat de Costabarrassa | Gallifa Sant Llorenç Savall | serra        |         | 41° 41′ 41″ N, 2° 05′ 27″ E / 41.6947°N,2.09086°E 771.4 msnm |           |                     | Modifica les dades a Wikidata |

## Misc
| imatge | Nom                          | Ubicat a                                                                                   | instància de                                                                   | Detalls                                  | coordenades | Protecció                                            | Commons (més fotos) | Dades a WD                    |
| ------ | ---------------------------- | ------------------------------------------------------------------------------------------ | ------------------------------------------------------------------------------ | ---------------------------------------- | --- | ---------------------------------------------------- | ------------------- | ----------------------------- |
|        | Ca n'Argemí                  | Gallifa                                                                                    | casa                                                                           | Estil: arquitectura popular              | 41° 41′ 33″ N, 2° 06′ 47″ E / 41.692537°N,2.113063°E                                                                                 | bé integrant del patrimoni cultural català           |                     | Modifica les dades a Wikidata |
|        | Castell de Gallifa           | Gallifa                                                                                    | castell església                                                               |                                          | 41° 41′ 17″ N, 2° 06′ 41″ E / 41.68805556°N,2.11138889°E ca:Trencall a la crtra. de Sant Llorenç Savall a Gallifa, km 5,800 600 msnm | bé d'interès cultural bé cultural d'interès nacional | Castell de Gallifa  | Modifica les dades a Wikidata |
|        | Cingles de Sant Sadurní      | Gallifa                                                                                    | indret                                                                         | Llarg: 2.5km                             | 41° 42′ 13″ N, 2° 06′ 23″ E / 41.7035°N,2.10639°E                                                                                    |                                                      |                     | Modifica les dades a Wikidata |
|        | Coll de Bardissars           | Gallifa Granera                                                                            | collada                                                                        |                                          | 41° 42′ 55″ N, 2° 06′ 09″ E / 41.7154°N,2.10259°E 938 msnm                                                                           |                                                      |                     | Modifica les dades a Wikidata |
|        | Espai natural de Gallifa     | Gallifa Sant Llorenç Savall Granera Castellterçol Sant Quirze Safaja Sant Feliu de Codines | àrea protegida                                                                 |                                          | 41° 41′ 51″ N, 2° 07′ 25″ E / 41.697611111111°N,2.1235833333333°E                                                                    |                                                      | Parc de Gallifa     | Modifica les dades a Wikidata |
|        | Gallifa                      | Gallifa                                                                                    | entitat singular de població capital municipal ens local històric de Catalunya | 174 hab                                  | 41° 41′ 33″ N, 2° 06′ 48″ E / 41.69243°N,2.11346°E 508 msnm                                                                          |                                                      |                     | Modifica les dades a Wikidata |
|        | Pont de Gallifa              | Gallifa                                                                                    | pont                                                                           | Estil: arquitectura popular              | | bé integrant del patrimoni cultural català           |                     | Modifica les dades a Wikidata |
|        | Rectoria de Gallifa          | Gallifa                                                                                    | rectoria                                                                       | Estil: arquitectura popular 18th century | 41° 41′ 35″ N, 2° 06′ 44″ E / 41.693127°N,2.112158°E ca:El Raval. 505 msnm                                                           | bé integrant del patrimoni cultural català           | Rectoria de Gallifa | Modifica les dades a Wikidata |
|        | casa consistorial de Gallifa | Gallifa                                                                                    | casa consistorial                                                              |                                          | 41° 41′ 36″ N, 2° 06′ 55″ E / 41.6932295°N,2.115251°E                                                                                |                                                      |                     | Modifica les dades a Wikidata |
|        | la Ferreria                  | Gallifa                                                                                    | nucli de població nucli d'entitat singular de població                         | 7 hab                                    | 41° 41′ 09″ N, 2° 06′ 09″ E / 41.685960491252°N,2.1025114868138°E 588 msnm                                                           |                                                      |                     | Modifica les dades a Wikidata |